# Ghiacciaio Cole
Il ghiacciaio Cole (in inglese Cole Glacier) è un ghiacciaio lungo circa 23 km situato sulla costa di Bowman, nella parte sud-orientale della Terra di Graham, in Antartide. Il ghiacciaio, il cui punto più alto si trova a circa 920 m s.l.m., fluisce in direzione nord-nord-est, scorrendo lungo il versante orientale dell'altopiano Godfrey, fino ad arrivare nella distesa ghiacciata chiamata Traffic Circle, che letteralmente significa "La Rotatoria".

## Storia
Dopo essere stato fotografato, nel 1940, da parte del Programma Antartico degli Stati Uniti d'America, il ghiacciaio Cole fu poi oggetto di un'altra ricognizione, questa volta da parte del British Antarctic Survey, che all'epoca si chiamava ancora Falkland Islands and Dependencies Survey, che nel 1958 lo esplorò via terra e lo mappò. Il ghiacciaio fu quindi battezzato dal Comitato britannico per i toponimi antartici in onore dell'artigiano britannico Humphrey Cole, il fabbricatore di strumenti scientifici più famoso del periodo elisabettiano, che apportò notevoli innovazioni agli strumenti per la navigazione e che equipaggiò le spedizioni di Martin Frobisher.